# ری آلدر
ری آلدر (انگلیسی: Ray Alder؛ زادهٔ ۲۰ اوت ۱۹۶۷) یک موسیقی‌دان اهل ایالات متحده آمریکا است.

## نگارخانه

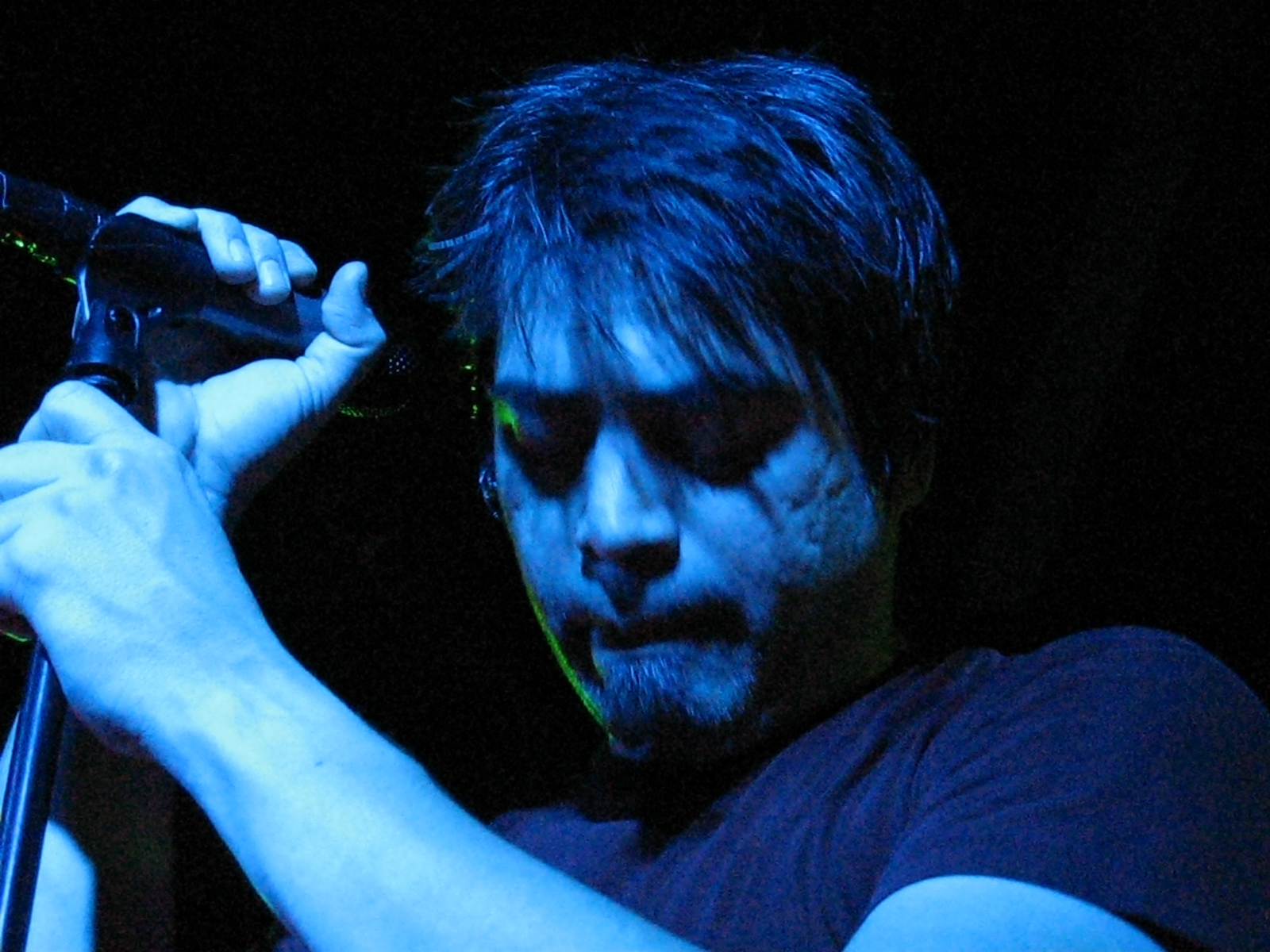
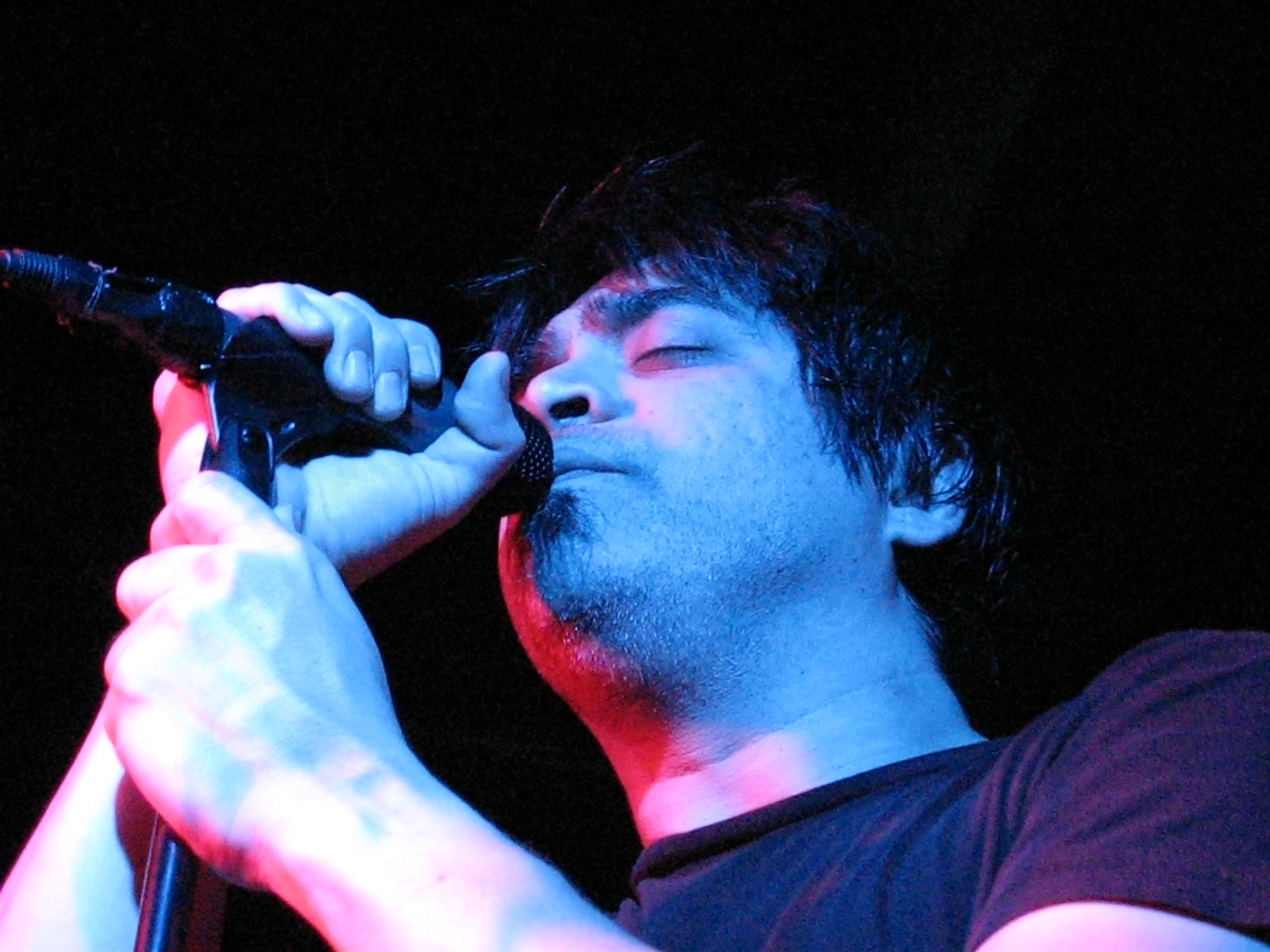
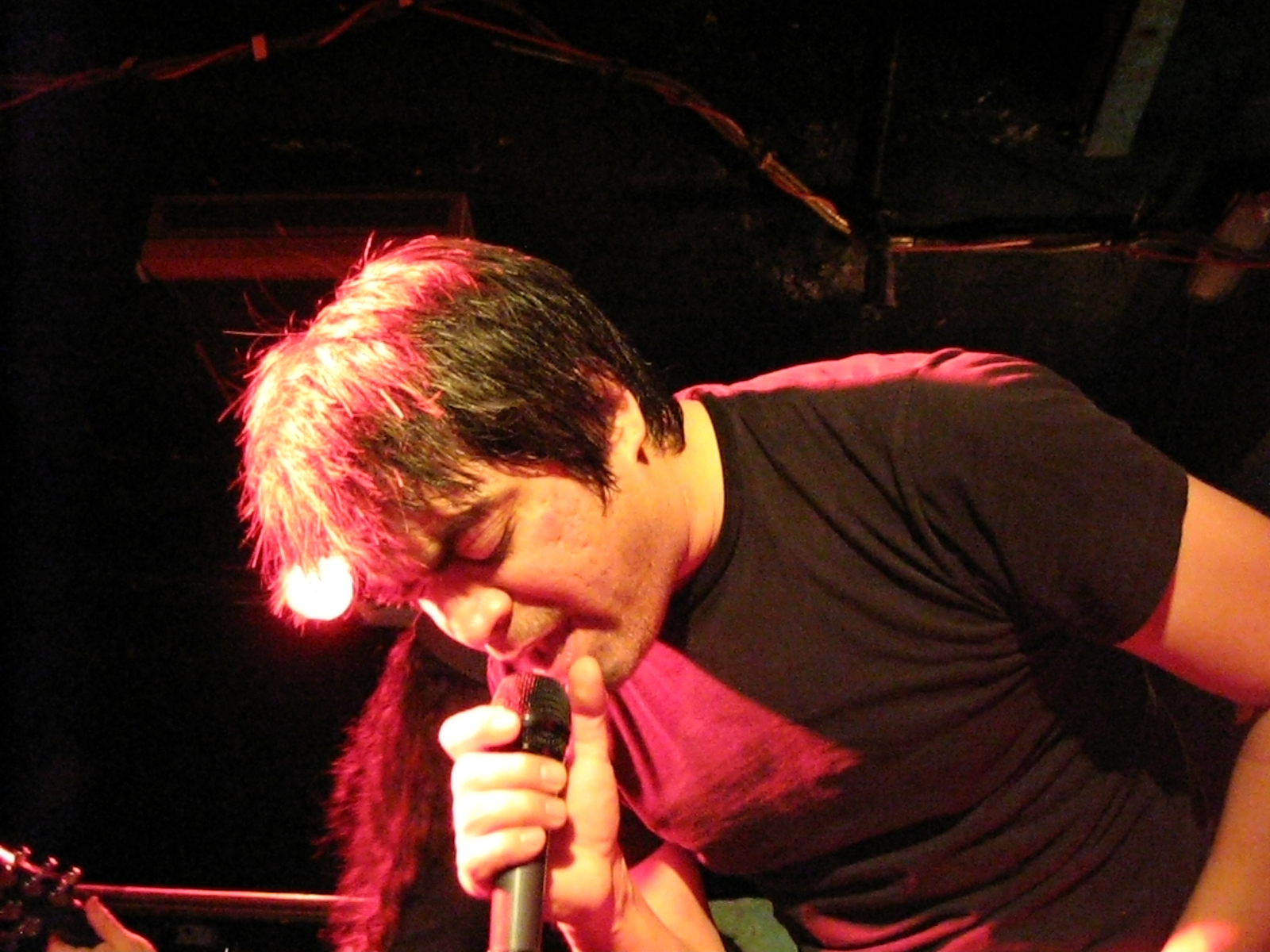